# Visov
Visov (mađ. Diósviszló) je selo u južnoj Mađarskoj.
Zauzima površinu od 15,81 km četvornog.

## Zemljopisni položaj
Nalazi se na 45° 52' 38" sjeverne zemljopisne širine i 18° 9' 48" istočne zemljopisne dužine. Selo je srpastog oblika i većim dijelom se prostire uz cestu Szava-Rádfalva.
Pabac je 2 km sjeverozapadno, Szava je 1,5 km sjeverno, Crnota je 3 km sjeveroistočno, Teriđ je 2,5 km, Harkanj 4 km, a Marva 1 km jugoistočno, Sredalj je 3,5 km južno i Rádfalva je 2 km jugozapadno.

## Upravna organizacija
Upravno pripada Šikloškoj mikroregiji u Baranjskoj županiji. Poštanski broj je 7817.

## Promet
Južno od sela prolazi pruga Barča-Šeljin-Mohač.

## Stanovništvo
Visov ima 716 stanovnika (2001.). Mađari su većina. Romi čine skoro 5% stanovnika i u selu imaju manjinsku samoupravu. U selu živi i nekoliko Nijemaca i Srba. 60% stanovnika su rimokatolici, trećina su kalvinisti te ostali.

## Vanjske poveznice
- (mađ.) Diósviszló Önkormányzatának honlapja
- Visov na fallingrain.com